# Кочи
Кочи (на японски: 高知市, по английската Система на Хепбърн Kōchi-shi) е град в Япония, главен административен център на едноименната префектура Кочи на остров Шикоку. Население 332 508 жители (2003).

## История
Градът е основан на 1 април 1889 г. В Кочи има известна ботаническа градина, носеща името на местния ботаник Макино. Традиционно не особено проспериращ край на страната, напоследък Кочи изживява развитие като град с интересен музикален и културен живот и спокойна и природосъобразна среда.

## Побратимени градове
- Фресно, Калифорния САЩ
- Уху, Китай
- Китами, Япония
- Сурабая, Индонезия

## Личности родени в Кочи
- Цутому Секи (р.1930), астроном
- Нобуо Уемацу (р.1959), композитор
- Рьоко Хиросуе (р.1980), киноактриса (позната в България от филма „Уасаби“)